# ベルトコンベア

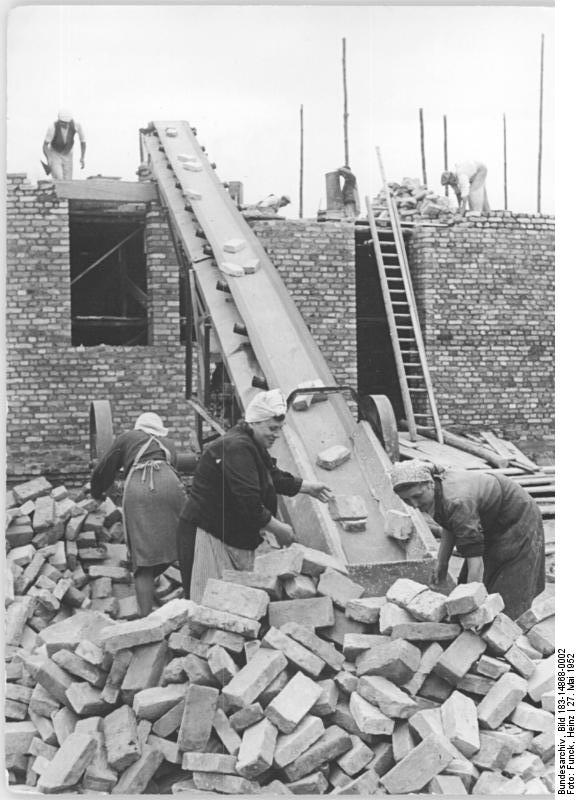
ベルトコンベア (1952)

ベルトコンベア（英: belt conveyor）とは、輪状にした幅広のベルトを台車の上で回転させ、その上に運搬物を載せて移動させる装置。ベルトコンベアー、ベルトコンベヤ、ベルトコンベヤーとも訳される。ベルトの材質はゴムが主流であるが、運搬するものによって樹脂製、フェルト製などもある。

## 概要
コンベヤは、流通システムや自動化倉庫システムおよび製造および生産施設で用いられる耐久性と信頼性の高い部品である。コンピューター制御のパレット処理装置と組み合わせて、より効率的な小売、卸売、および製造流通が可能になる。大量のものを迅速に動かすことができるため、企業は少ないスペースかつ少ない人員で大量の荷物を受け渡すことができるため、省力化システムとみなされる。
ベルトコンベヤは、汎用性が高く、かつ安価であるため、よく用いられる動力コンベヤである。製品はベルトで直接運ばれるので、様々な大きさや重量および形状に対応できる。カーブした部分でもテーパローラやカーフベルトを用いて製品を搬送可能である。これらのコンベヤシステムは郵便物の仕分けや空港の手荷物処理などで一般的に用いられる。

## 歴史
ベルトコンベアが使われるようになったのは19世紀（1830年代頃）からであるといわれている。初期のものは稚拙な代物であり、実用的なものは19世紀後半に開発されていった。
1901年にはサンドビック株式会社（Sandvik）がスチール製のベルトコンベアを発明し、生産を開始した。
生産現場で積極的に用いられるようになったのは、1913年にヘンリー・フォードがフォード・モーターの工場で流れ作業に使用するようになってからである。これはフォード・モデルTに代表される大量生産の組み立て現場から広まった。ベルト上に流れる部品を加工する流れ作業に用いられ、人間性を無視した単純労働の喩えとしても使われるようになった。

## 構造
ベルトコンベアは、一般的に、両端にローラーを備えた平らな金属フレームで構成される。

ベルトの動き
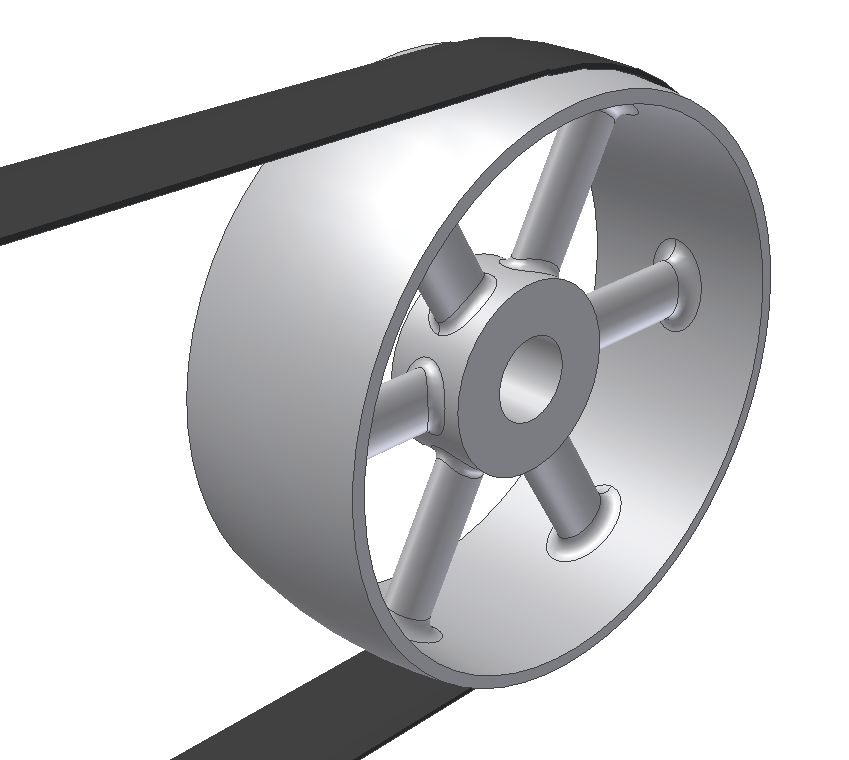
ベルトドライブ

## 種類
- ベルトコンベア

幅の広い一本の輪状のベルトをモーターで駆動するプーリーで回転させることにによって、ベルトの上に積載した荷物を搬送させるコンベアのこと
1. ゴムベルトコンベア ベルトに弾力と柔軟性がある。そのため搬送物の衝撃による損傷が少なく、耐久性が高いことが特徴
2. 金属ベルトコンベア 頑丈で重量物の積載が可能なこと、衛生的で耐熱性が高いことが特徴。食品関係の搬送に適している
3. 樹脂ベルトコンベア 樹脂は他の材質に比べて軽い。加工が容易なため、現場の都合に合わせたコンベアを設置しやすいことが特徴
4. スチールベルトコンベア 金属製の中でも特に耐久性が高い、耐腐食性もあるコンベア。錆びを防ぎたい現場での使用に適している

- チェーンコンベア

チェーンで造られたコンベアの上に荷物を載せて搬送するタイプのコンベアのこと
1. バケットコンベア チェーンコンベアにバケットが設置されているタイプのコンベア。エレベーター状に上下移動する仕組み
2. ネットコンベア 金属製のネットを駆動させて荷物を搬送するタイプのコンベア。搬送途中で脱水、乾燥などを行えることが特徴
3. エプロンコンベア 左右のコンベアチェーンにエプロンを設置し、移動するエプロンの上に荷物を載せて搬送するコンベア

- 駆動ローラコンベア

同一方向に回転するローラの上に乗せられた荷物を搬送するタイプのコンベアのこと
1. チェーン駆動ローラコンベア チェーンを駆動することによってローラを回転させるコンベア。中程度の荷重から重荷重まで対応できる
2. モータローラ駆動ローラコンベヤ 内蔵するモーターでローラを同一方向に回転させることによって荷物を搬送するタイプの駆動ローラコンベア
3. ラインシャフト駆動ローラコンベヤ ドライブシャフトを動力源とし、プーリーが回転してローラに動力を伝えることにより荷物を搬送できるコンベア

- スクリューコンベア

箱状のトラフや円柱状の管の中に、螺旋形のスクリューが配置されており、密閉された空間で回転することによって内容物を搬送するコンベア
1. リボンスクリューコンベア 羽根が軸から少し離れた位置に設置されており、リボンのように見えるスクリューコンベアなので、粘度の高い物質の搬送に適している
2. フルブレードスクリューコンベア 羽根が軸に対して隙間なく設置されている「フルブレードスクリュー」を使用したスクリューコンベア
3. パドルスクリューコンベア 軸の一部分に「パドル」と呼ばれる小さな羽根が設置されていて、土砂の取り込み過ぎを防ぐことができるコンベア
4. スクリューチューブコンベア チューブの中でスクリューを回転させるコンベア。経路を曲げることができるため、狭いスペースでも使用できるのが特徴
5. フレキシブルスクリューコンベア フレキシブルスクリューコンベアも、チューブ内でスクリューが回転するコンベアで、スパイラルスクリューを使用している

- 振動コンベア

物体を積載する部分を振動させて搬送するタイプのコンベアのこと
1. 振動モーター 振動モーターには強制形と共振形の2種類の振動コンベアがあり、ロータリーバイブレータ（RV）などを使用している
2. 汎用モーター 汎用モーターを使用する振動コンベアは、汎用モーターがクランク軸との組み合わせでコンベアに振動を起こして搬送する

- 流体コンベア

円筒状の管の中を流れる流体を媒体として搬送するコンベアのこと
1. 空気圧送コンベア おもに空気を媒体として搬送するコンベアで、ばら物の搬送に適しており、圧送式と吸引式、およびそれらの併用式が存在する
2. 水コンベア 水を媒体として搬送するコンベアで、同じくばら物の搬送に使用され、スラリポンプ式や水路式などがある

詳しくは出典にて

## 用途

### 資材・生産物の運搬
ベルトコンベアを複数基連動させて、鉱業や建設現場における鉄鉱石、石炭、土砂などの運搬にも使われるようになった。現在、長いものでは数十kmにも達するものも存在する。鉱山鉄道と比較して低コストであることや、事故などのリスクが低いため、日本国内では鉱石輸送の主役になっている。
例として秩父太平洋セメントが所有するベルトコンベアは、群馬県多野郡神流町にある叶山鉱山から埼玉県秩父市大野原にある工場まで総延長23kmを有する。

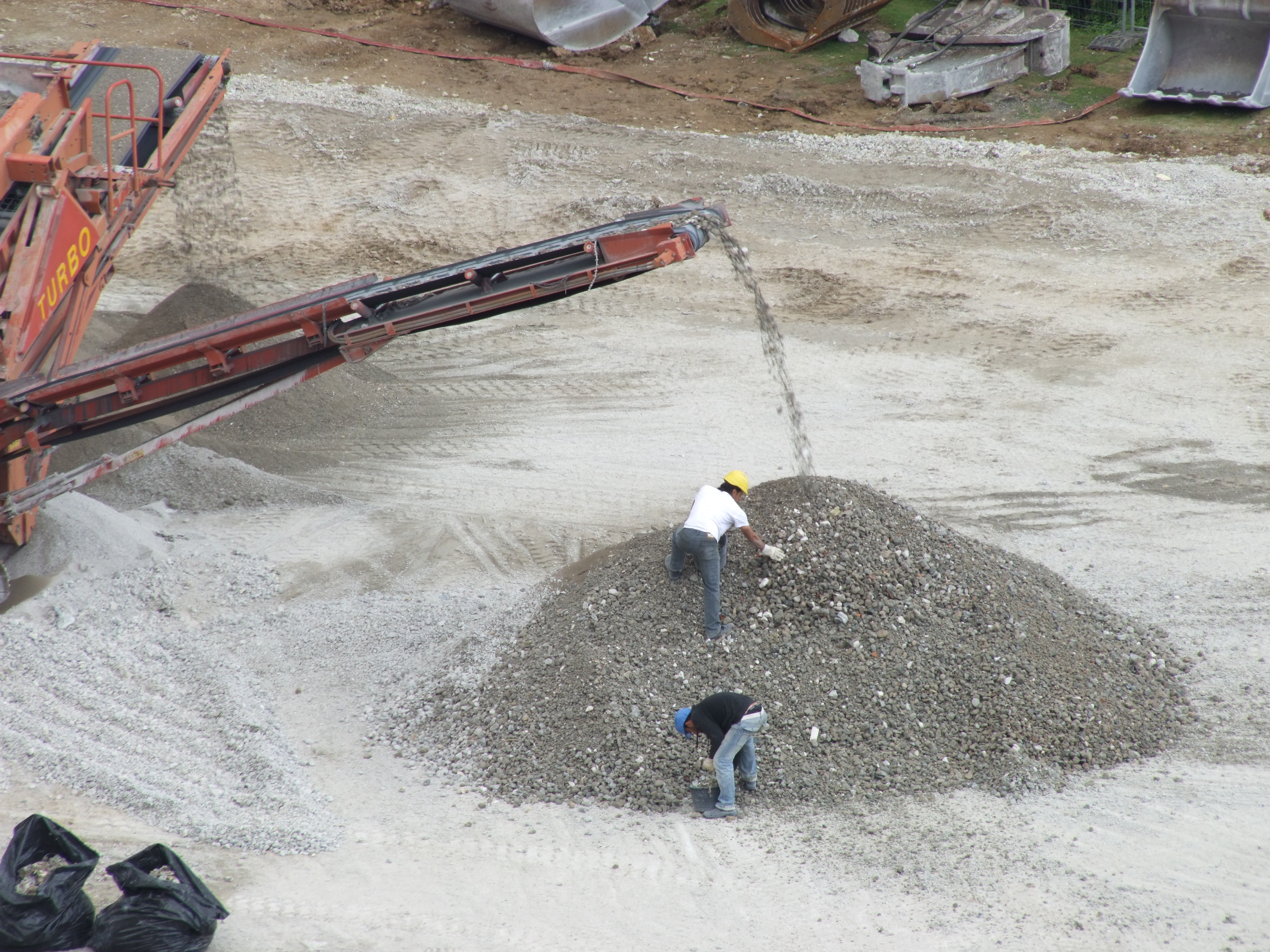
土砂の運搬
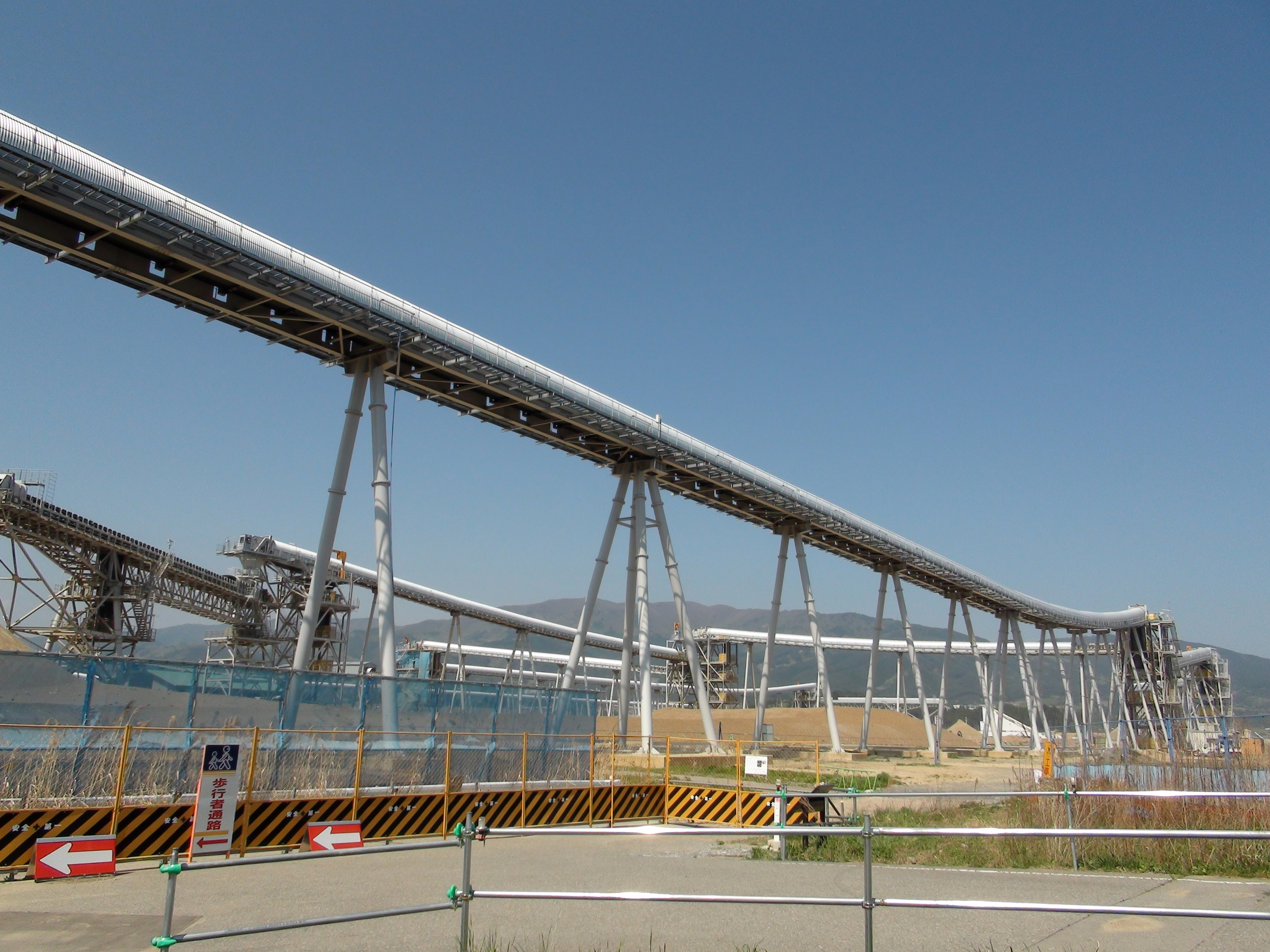
土砂の運搬 （震災復興。地盤のかさ上げ : 岩手県陸前高田市）
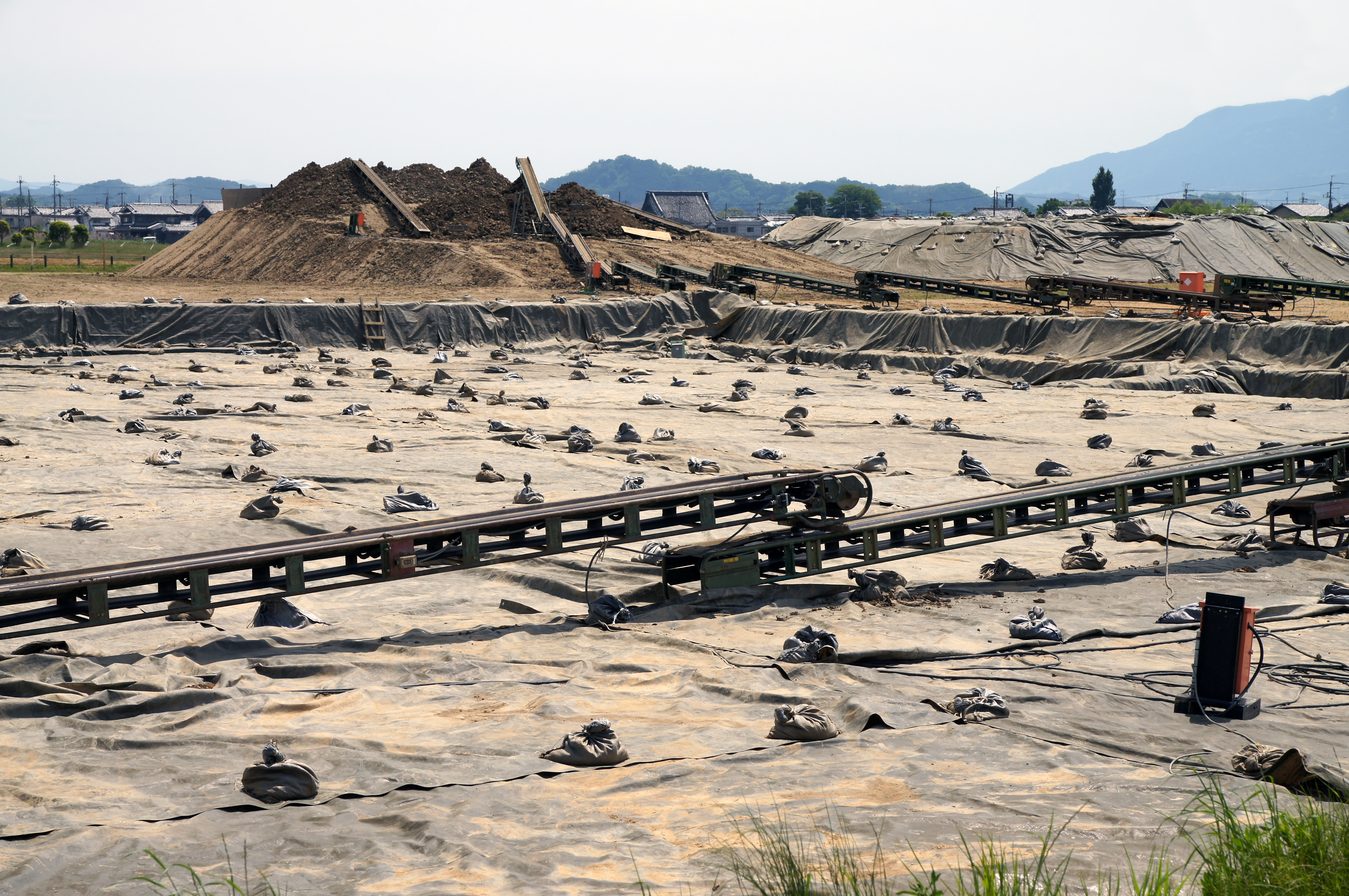
複数基の連動 （藤原京遺跡発掘現場 : 奈良県橿原市）
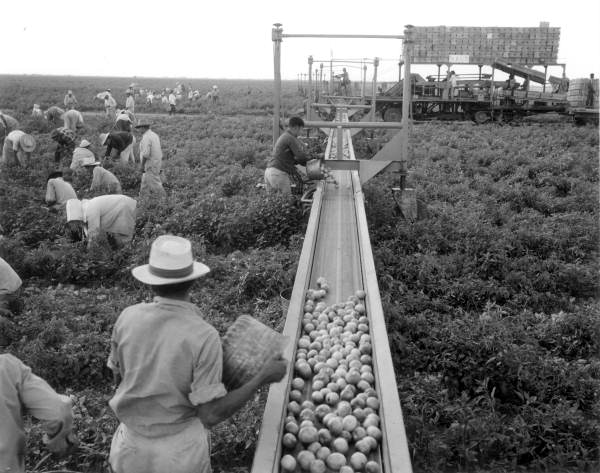
農作物の運搬

### その他
- ゴムベルト式動く歩道
- カーレーター
- ベルトローダー
- 風洞用のムービングベルト
- 空港の手荷物受取所にある手荷物カルーセル

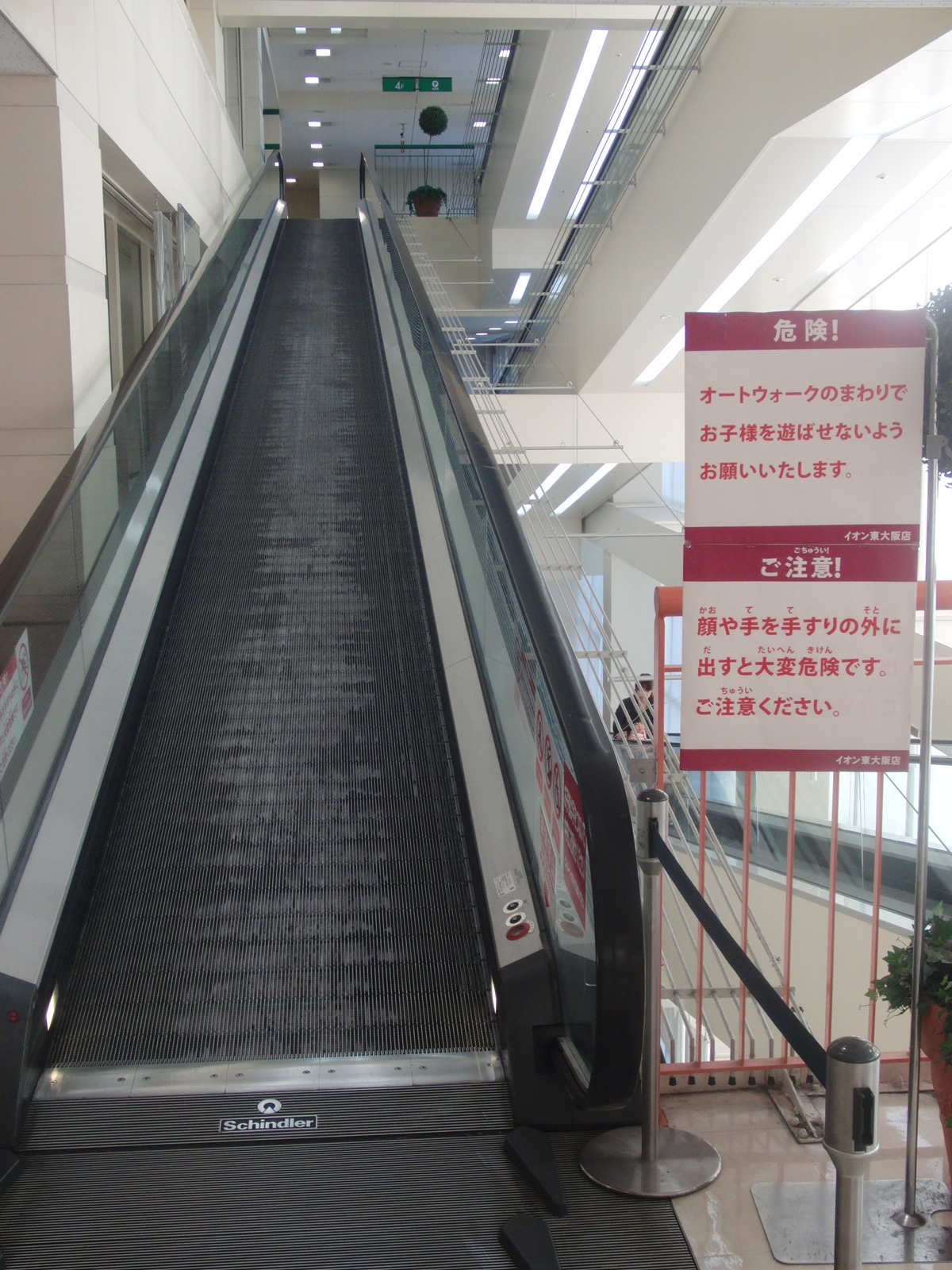
動く歩道
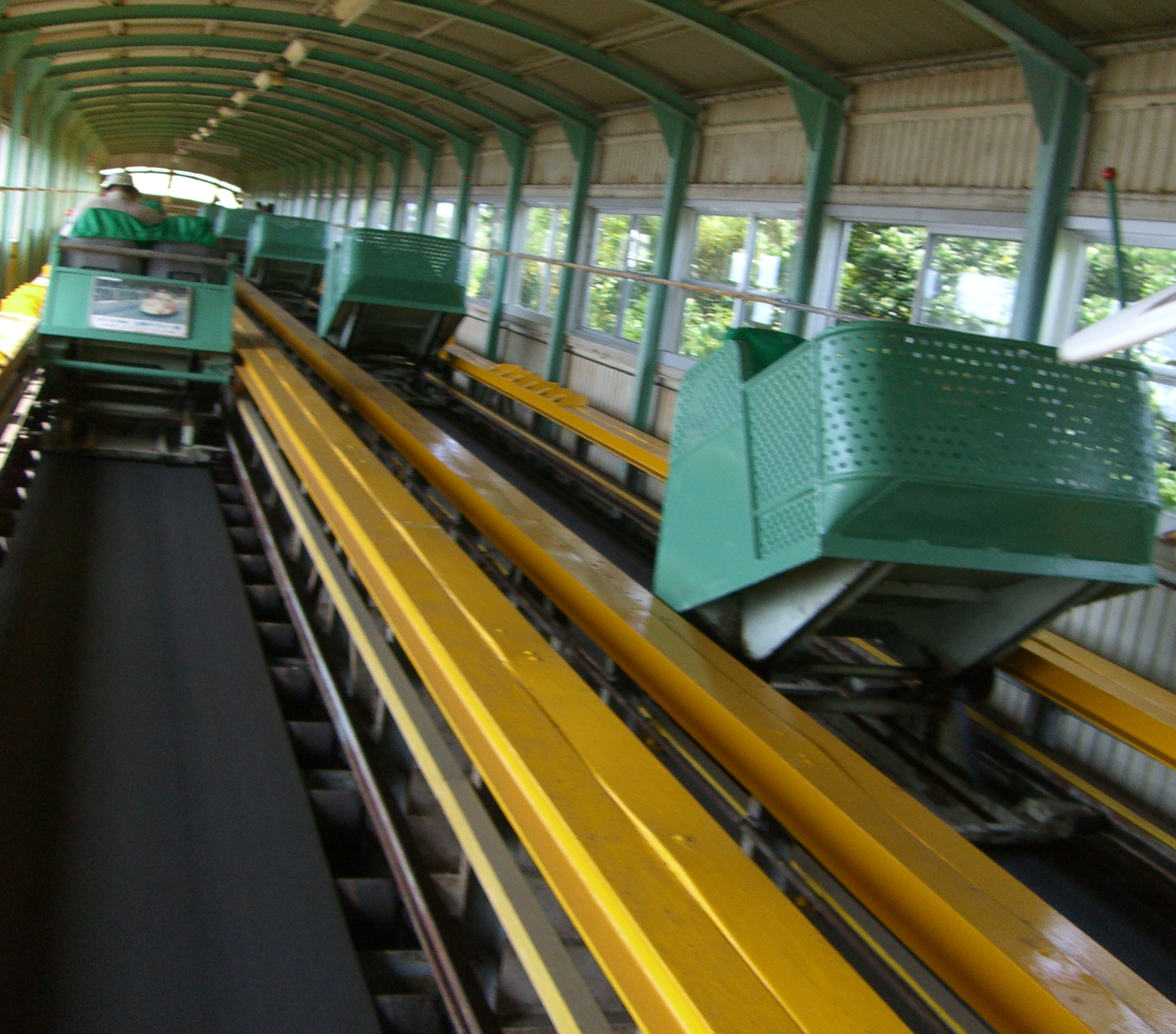
カーレーター(須磨浦山上遊園)
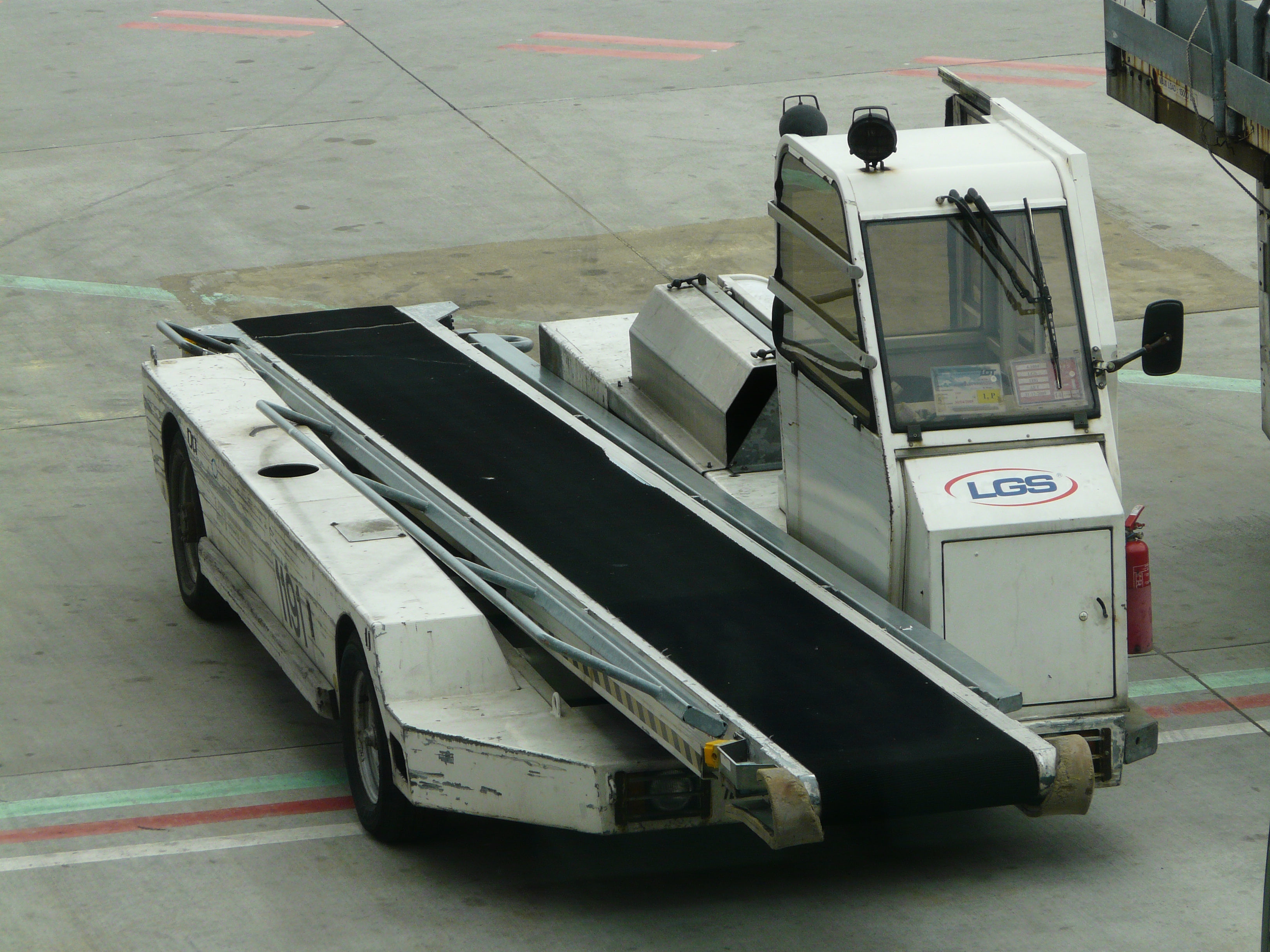
ベルトローダー
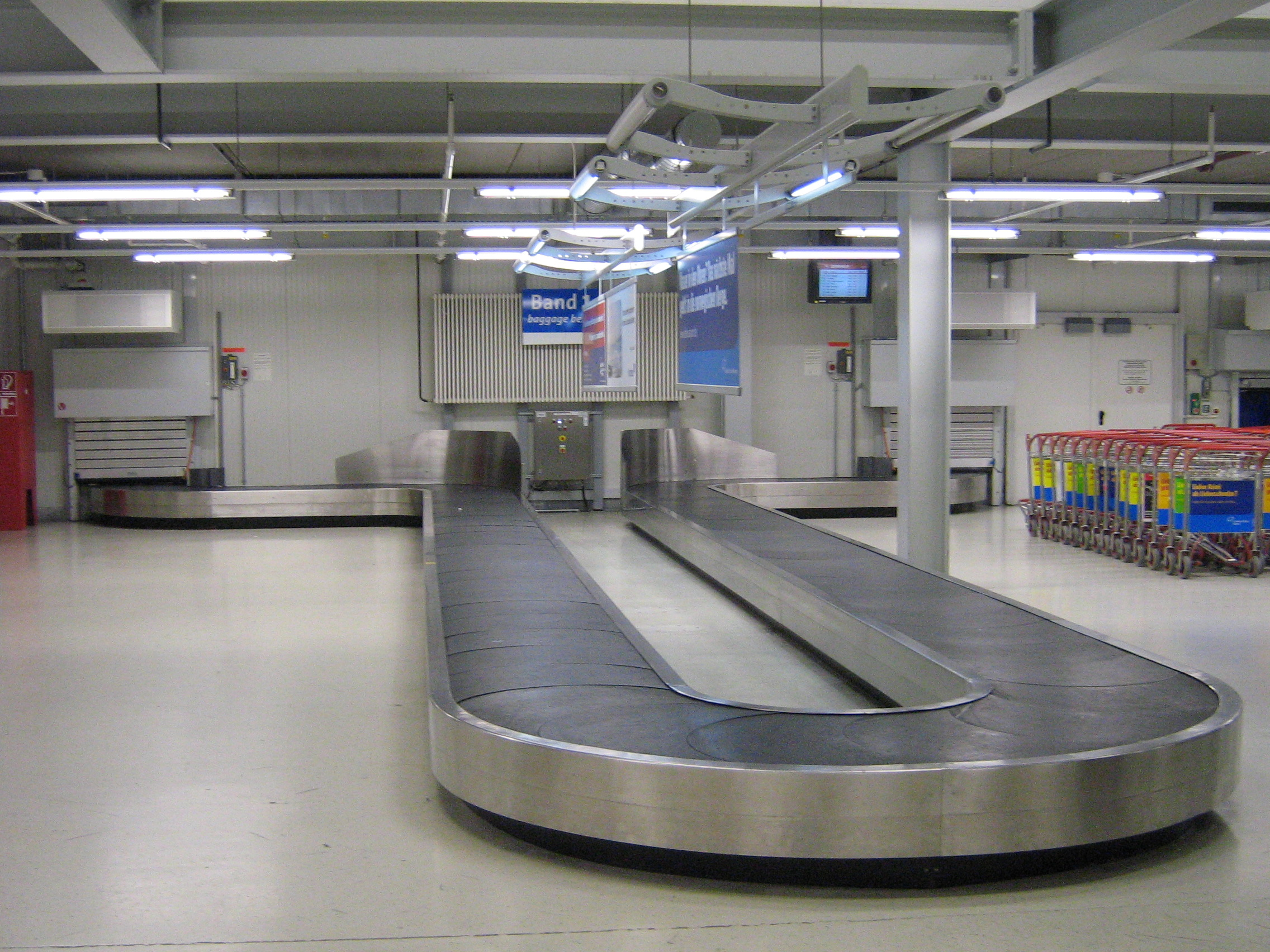
空港の手荷物受取所にある手荷物カルーセル